# Cantone di Le Mas-d'Azil
Il Cantone di Le Mas-d'Azil era una divisione amministrativa dell'arrondissement di Pamiers.
A seguito della riforma approvata con decreto del 18 febbraio 2014, che ha avuto attuazione dopo le elezioni dipartimentali del 2015, è stato soppresso.

## Composizione
Comprendeva i comuni di:
- La Bastide-de-Besplas
- Les Bordes-sur-Arize
- Camarade
- Campagne-sur-Arize
- Castex
- Daumazan-sur-Arize
- Fornex
- Gabre
- Loubaut
- Le Mas-d'Azil
- Méras
- Montfa
- Sabarat
- Thouars-sur-Arize